# 玉觿

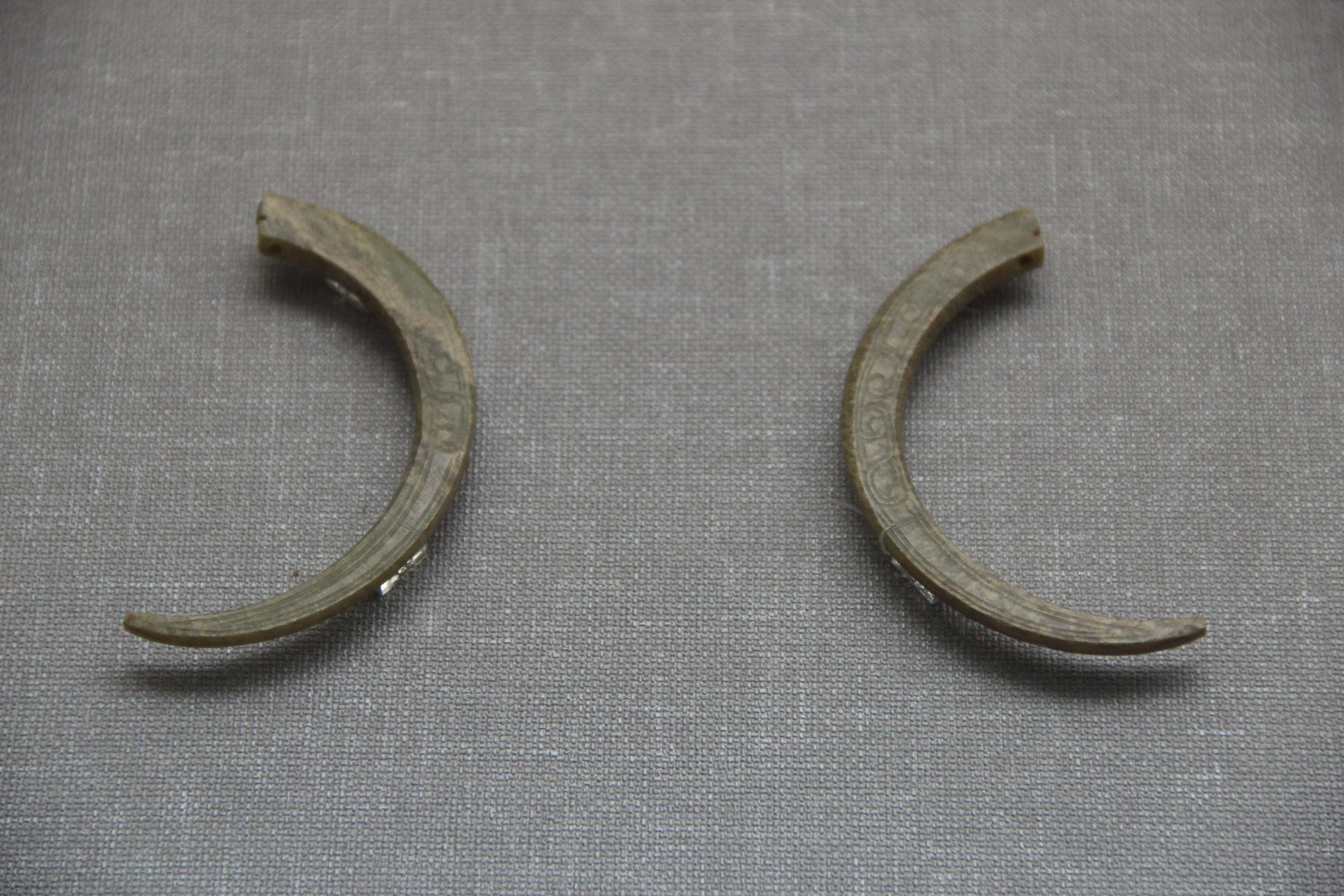
春秋龙形玉觿。山西博物院藏

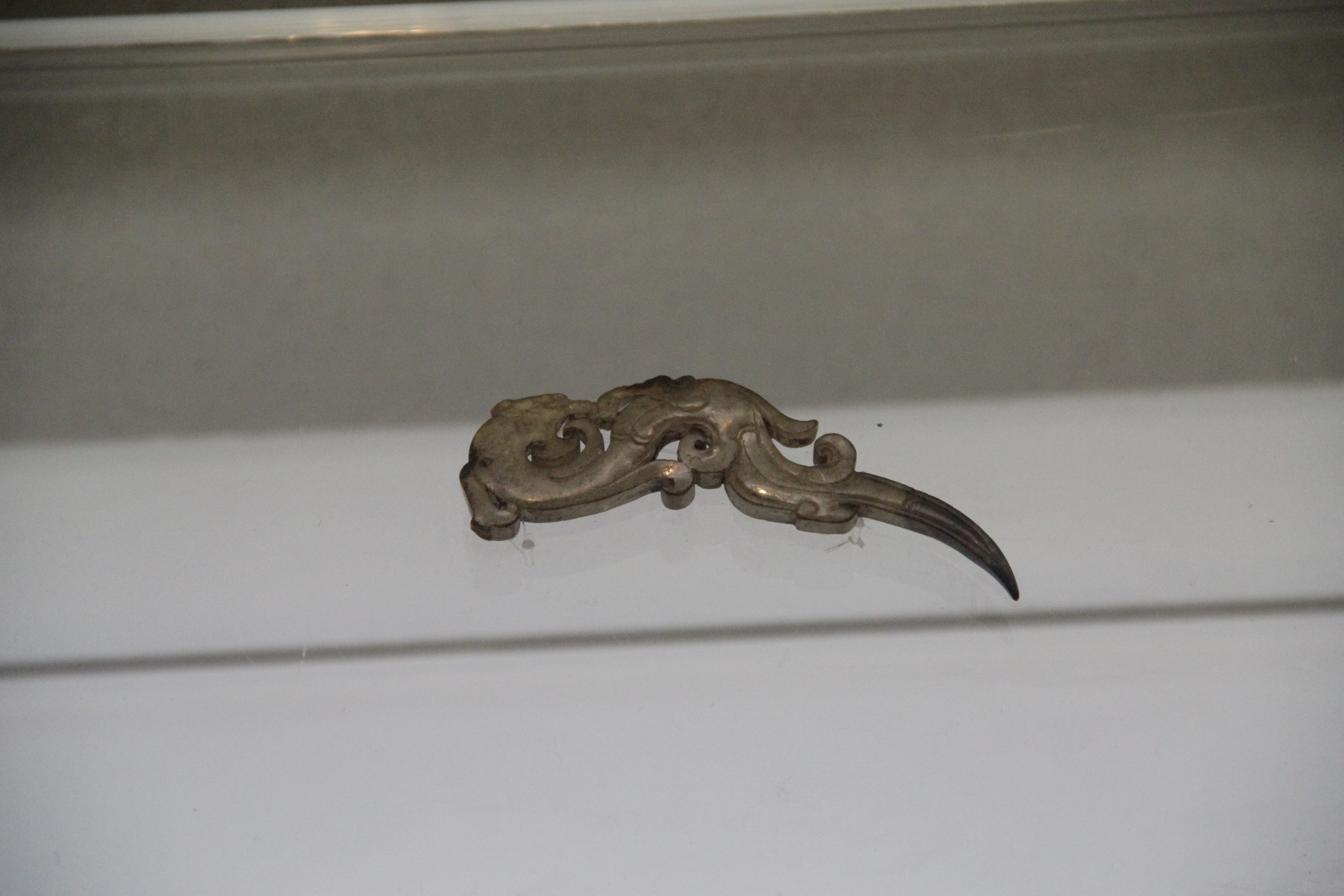
西汉龙形玉觿。有弯弧之势，但不呈几何弧形。安徽博物院藏

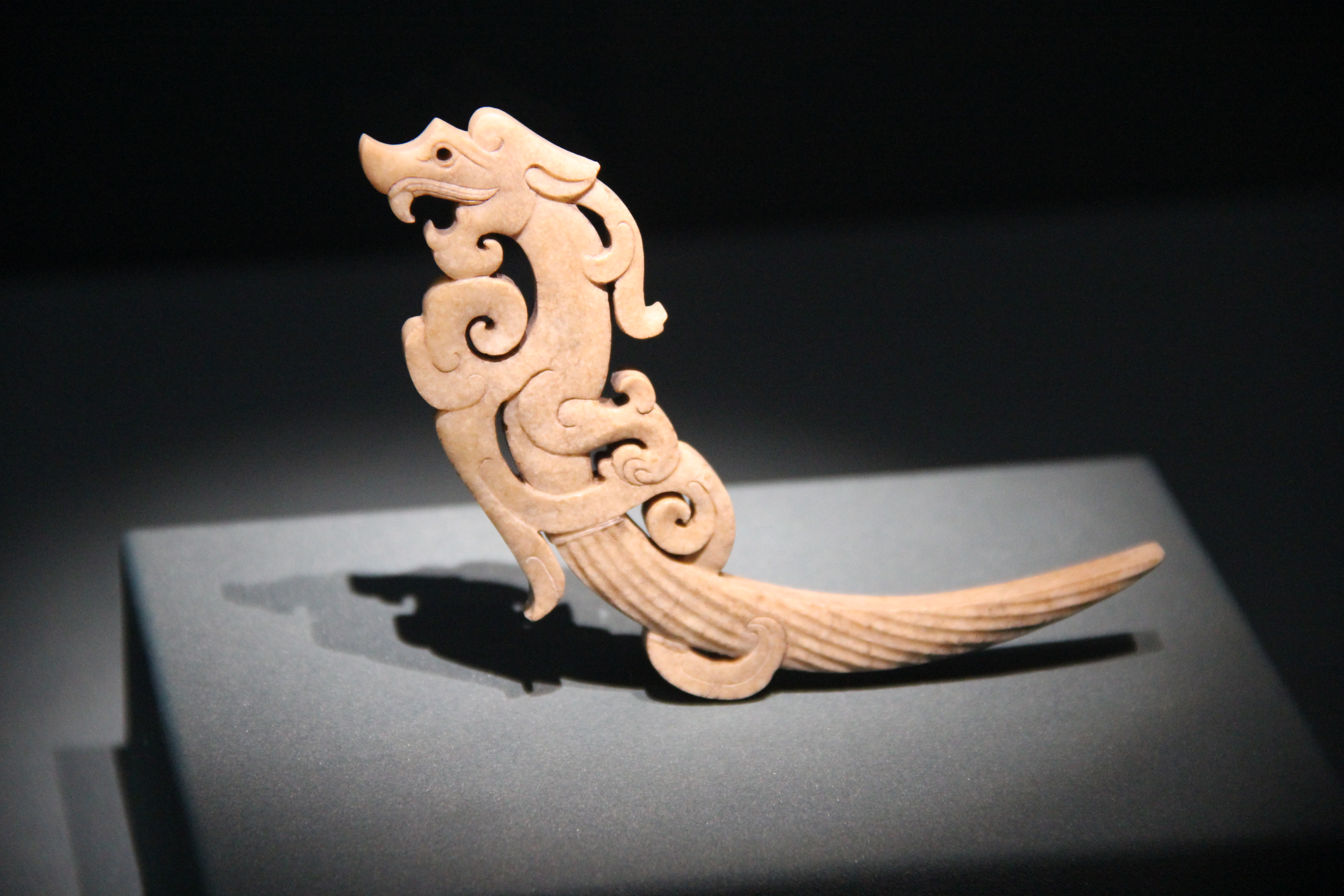
西汉龙形玉觿。震旦博物馆藏

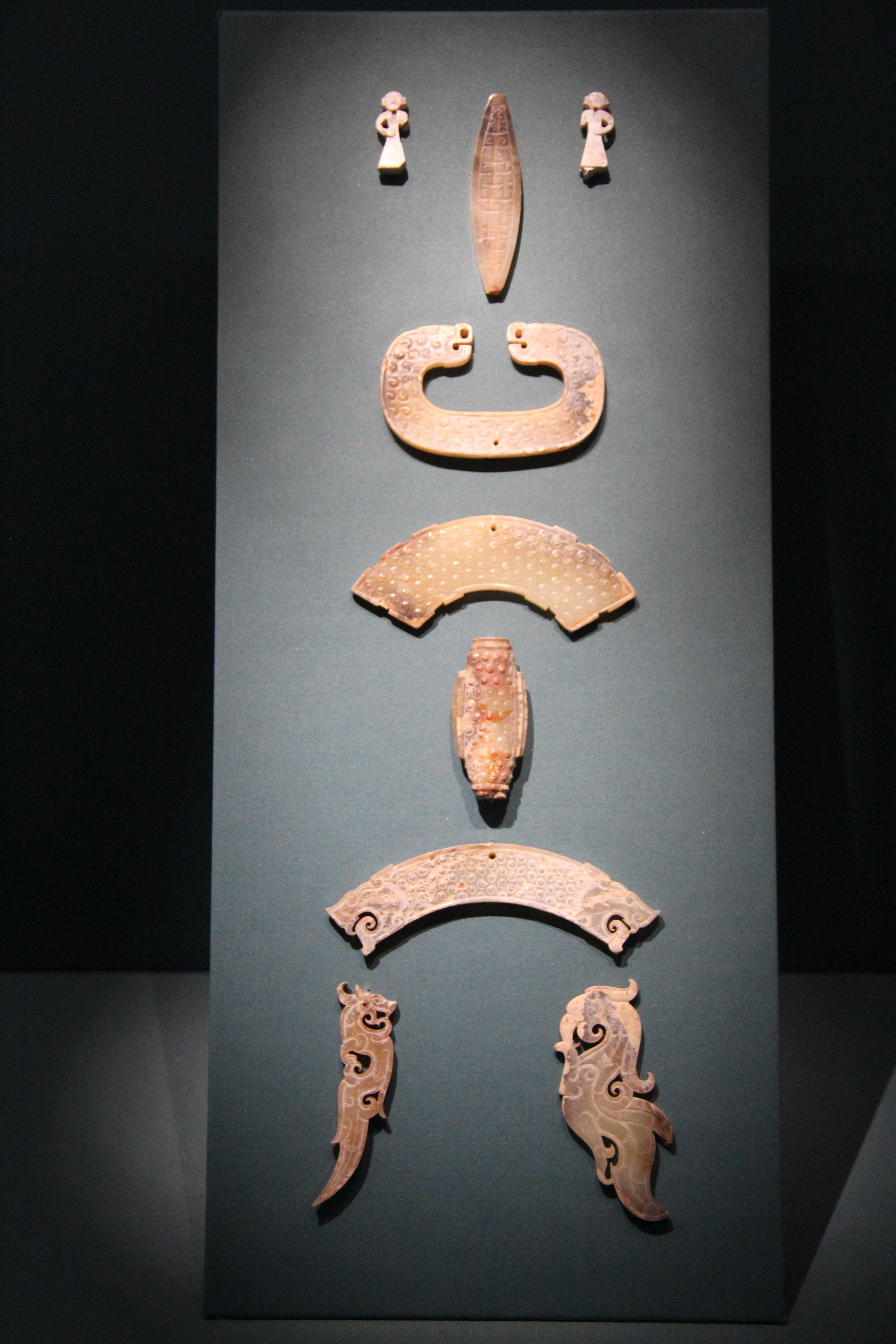
西汉玉组佩，下方左右为龙、鳥形玉觽。震旦博物馆藏

玉觿，亦写作玉觽、玉觹、玉，是中国商周至两汉时期流行的佩戴用玉器，形制多为弧形，一端宽大、一端窄小。觿本为用来解开繩結的实用工具，玉觿则已以装饰为主要功能，一般单独或成对佩戴，较少作为玉组佩的一部分。

## 觿
在鈕扣出现之前，人们在穿衣服时多用绳子打结来系紧，脱衣服时则需要解结。觿即为随身携带、用以解结的小工具，一端尖细如锥。最早的觿可能由动物的獠牙或角充当，故略呈弧形。北宋郭忠恕字书《佩觿》，清王明德律学著作《读律佩觿》，书名都取自觿的解结功能，表示能为人解难释疑。

## 历史
江苏吴县曾出土一件良渚文化的弯角形玉器，被认为是目前最早的玉觽。商朝玉器中有一类一端粗大、一端窄小的直棒形器，也被认为是玉觽。但也存在不同观点，认为以上器物皆非玉觽。
商周至春秋时期的玉觽多呈弧形，作龙、鸟（凤）、鱼形状，雕琢龙纹、蟠螭纹、卷云纹等。战国时期，玉觽的器型发生较大的变化，一是开始广泛采用透雕技法，二是一些玉觽不再呈简单的几何弧形，仅有弯弧之势。西汉中期，玉觽流行程度明显上升，造型和纹饰愈发丰富、精美。东汉以后，玉觽逐渐消失。

## 佩饰
觿有解结功能，故古人佩戴玉觽，乃取其解烦决乱之寓意。一般单独或成对佩戴，有时一大一小相配，而较少作为玉组佩构件的一部分。